# 人才外流
人才外流指人才或受过良好教育，具有经验的劳动者向外国移民的状况。人才外流的原因包括追求更高的工资、更好的生活水准、更多的机遇或更平稳的政治环境。

## 历史上的人才外流
1453年君士坦丁堡被奥斯曼帝国占领，拜占庭灭亡后大量学者逃亡至西欧，并带来了失传已久的希腊语手稿和文学造诣，这也让马丁·路德能够研究希腊语圣经并引发宗教改革。
1685年法国国王路易十四针对境内的胡格诺派发布枫丹白露敕令，宣布取缔新教、摧毁教堂、关闭学校等措施迫使他们改信天主教，约21万至90万胡格诺派信徒在接下来的二十年内逃离法国，信徒中包含大量的手工业者并将其拥有的知识转移至诸如英国、荷兰、瑞典、瑞士、丹麦、北美、开普殖民地、神圣罗马帝国、勃兰登堡-普鲁士等接纳新教的地区。
二战前夕，德国和意大利的纳粹上台后推行反犹太主义，其政策导致顶尖人才逃离至美国等西方国家。包括阿尔伯特·爱因斯坦，恩里科·费米，西奥多·冯·卡门，约翰·冯·诺伊曼，汉斯·贝特，西格蒙德·弗洛伊德等著名科学家都受到种族政策的波及而逃离欧洲大陆。包豪斯学院创始人瓦尔特·格罗皮乌斯和最后一任校长路德维希·密斯·凡德罗在学校被当局关停后也趁机离开德国。
二战后，美国为了从苏联手中抢救人才而实施了，美国战略情报局将超过1600名科学家、工程师和技工秘密带回美国，包括于美国登月计划中占重要地位的韦恩赫尔·冯·布劳恩和发明喷气发动机汉斯·冯·奥海恩。

## 政治性人才外流
如伊拉克在海湾战争后，及苏联解体后前加盟共和国公民向外移民。

## 经济性人才外流
例如中国、紐西蘭的年輕学生在特定历史时期愿意在国外发展。